# Universidad Austral de Chile
La Universidad Austral de Chile es una universidad tradicional privada chilena, con asiento en la sureña ciudad de Valdivia, Chile. Fue fundada en 1954, obteniendo personalidad jurídica mediante el Decreto Supremo N.º 3757, de 7 de septiembre del mismo año, «como respuesta a la impostergable necesidad de contar con una institución de educación superior universitaria en el sur del país». Pertenece a la Agrupación de Universidades Regionales de Chile, al Consejo de Rectores de las Universidades Chilenas y a la Red Universitaria G9.
La Universidad desarrolla muchas de sus actividades académicas en los campus Isla Teja (46,2 ha) y Miraflores (32,1 ha), ambos ubicados en Valdivia, en la Sede Puerto Montt (5,95 ha), en el Campo Clínico Osorno, en el Campus Patagonia en Coyhaique y en diversos centros de investigación y predios experimentales pertenecientes a esta casa de estudios ubicados desde la Región de La Araucanía hasta la Región de Aysén del General Carlos Ibáñez del Campo, además de sus 126 laboratorios distribuidos en todos sus campus y una red de seis bibliotecas con 228.121 volúmenes escritos y  511.121 libros virtuales, entre otros recursos.
La universidad imparte 69 carreras de pregrado (5 de ellas de carácter técnico-universitarias), 46 postítulos (diplomados y especialidades), 37 programas de magíster y 12 programas de doctorado. Además, otorga anualmente el Premio Jorge Millas, instituido en 1996.
Actualmente se encuentra acreditada por la Comisión Nacional de Acreditación (CNA-Chile) por un período de 6 años (de un máximo de 7), desde septiembre de 2022 hasta septiembre de 2028.Figura en la posición 5 dentro de las universidades chilenas según la clasificación webométrica SCImago Institutions Rankings (SIR) 2024.Está en la posición 5 según el ranking de Webometrics 2024. Está en la posición 10-12 a nivel nacional en el QS Rankings 2024.Está en la posición 6-16 a nivel nacional en el ranking Times Higher Education 2024.

## Historia

### Antecedentes

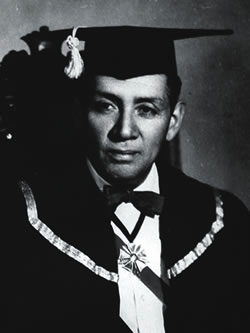
Eduardo Morales Miranda (1910-2012), fundador de la Universidad Austral de Chile.

Los primeros antecedentes de la Universidad se originan en 1942, cuando un grupo de destacadas personalidades de Valdivia, lideradas por el médico Eduardo Morales Miranda, dieron vida a la denominada Sociedad Amigos del Arte, entidad que promovió el cultivo, desarrollo y difusión de la cultura en esa comuna. Uno de sus principales objetivos lo constituyó el permanente apoyo a la creación de una nueva universidad. Esta idea fue acogida en la década de 1950 por el senador de la provincia de Valdivia Carlos Acharán Pérez de Arce (1891-1961), quien desde los estrados del Congreso Nacional dio a conocer el proyecto de los valdivianos y logró su posterior consolidación.
Cierta literatura consigna también, como otro de los núcleos primigenios que abogaron por la idea de crear un plantel universitario local, a la Sociedad Médica de Valdivia, fundada el 17 de noviembre de 1944. Entre los 44 miembros fundadores se encontraban Eduardo Morales y Víctor Crass, quienes, andando el tiempo, se localizarían en bandos rivales. 
Durante el gobierno de Gabriel González Videla, la municipalidad de Valdivia organizó conjuntamente con la Universidad de Chile las denominadas escuelas de temporada. Uno de sus más entusiastas propulsores fue el médico cirujano Víctor Crass, quien abogó además por la instalación en la comuna de un colegio regional de esa institución, conformando una asociación llamada Sociedad de Amigos de la Universidad de Chile. Éstos fueron los factores que hacían peligrar el anhelo de los sureños.
Pasaron varios años en que el proyecto universitario se mantuvo en una etapa de "hibernación", de sucesivas propuestas y planteamientos diversos. Al fin, aquellos que guardaban celosamente el secreto de estos conciliábulos se reunieron el 16 de febrero de 1954, y allí proclamaron como presidente del recién constituido directorio de socios de la Universidad Austral al médico y filántropo Eduardo Morales Miranda. El financiamiento corrió por cuenta de las erogaciones voluntarias de algunos ciudadanos comprometidos con esta causa y de los industriales valdivianos.
Sin embargo, el pretendido proyecto tropezó con graves obstáculos. Uno de los más importantes radicaba en la falta de espacios físicos adecuados para albergar salas de clases. Gracias a la ayuda proporcionada por las eméritas ciudadanas valdivianas Inés Bischoff von Stillfried de Haverbeck (1886-1978), su hija María Inés Haverbeck de Allende (1920-1973) y Elena Haverbeck Richter de Skalweit, tía paterna de esta última, quienes efectuaron solemne donación de extensos predios en el sector de Miraflores, la Universidad pudo contar con los primeros edificios en los cuales se impartirían las asignaturas propias de las nuevas carreras.

### Inauguración

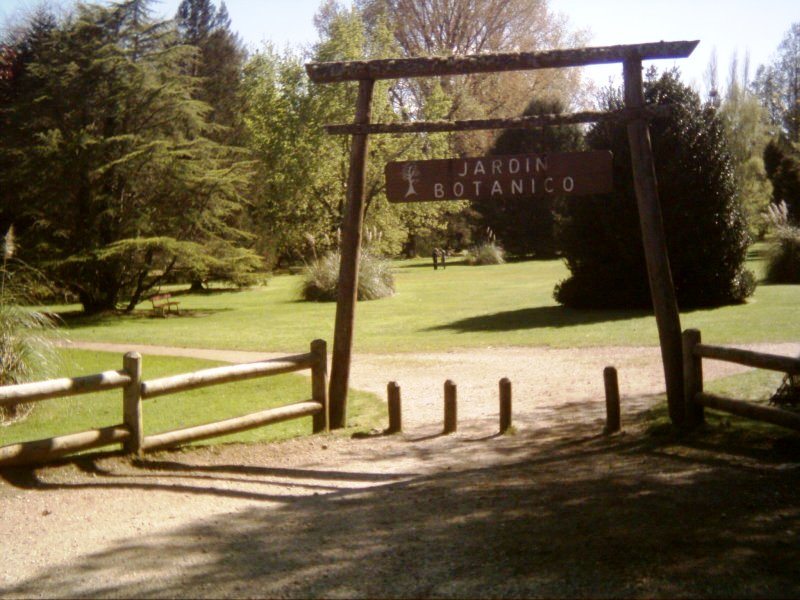
Entrada al Jardín Botánico en el Campus Isla Teja, Valdivia.

El acto inaugural se llevó a cabo el 12 de marzo de 1955, presidiendo la ceremonia el presidente de la República Carlos Ibáñez del Campo y acompañándolo Eduardo Morales, los ministros de Educación Pública, de Obras Públicas, de Justicia, de Agricultura y de Salud, el rector de la Universidad de Chile Juan Gómez Millas; el rector de la Universidad Técnica del Estado José Miguel Seguel Carrillo; el prosecretario de la Pontificia Universidad Católica de Chile y otras autoridades universitarias; los embajadores de Venezuela y Argentina, y algunos representantes enviados por los gobiernos de Holanda, Alemania y Estados Unidos.
En esa oportunidad, el alcalde de Valdivia expresó:

Nace la Universidad Austral y nace en Valdivia. Ésta tiene el marco adecuado para ella. Por sus condiciones, reina aquí la tranquila concentración y el respeto por la cultura que el estudio superior y los institutos de investigación necesitan. La Municipalidad de Valdivia está dispuesta a apoyar no sólo los planes inmediatos sino también los futuros planes.

### Primeras carreras
Antes de la inauguración, quedaron constituidas las facultades que organizarían los planes y programas de estudio ofrecidos a la comunidad: Bellas artes, Agronomía, Ingeniería forestal y Medicina veterinaria. A la facultad de Bellas Artes (que se estableció en el lugar donde hoy funciona, la casa Werkmeister) ingresaron 234 alumnos, que en su mayoría provenían de las academias particulares regentadas por distinguidas maestras residentes en la floreciente urbe sureña. El resto de los postulantes se distribuyó de la siguiente forma: 17 entraron a Medicina Veterinaria, 9 a Ingeniería Agraria y 5 a Ingeniería Técnica Forestal. Las clases comenzaron a dictarse el 13 de mayo de 1955 en diversos locales.

### Crisis económica
Desde el año 2021 la Universidad Austral de Chile, vive una profunda crisis económica e institucional y que ha desembocado en un proceso de investigación formalizada por la Superintendencia de Educación Superior de Chile. Tras la renuncia del exrector Oscar Galindo, en 2021, desnudó graves problemas de gestión que derivaron en el sobreendeudamiento de la institución, que incluía sobresueldos a académicos y administrativos, deuda que se arrastra por casi 91 000 millones de pesos. Luego de la renuncia del exrector Galindo, asumió el exrector Hans Richter, que tras cuatro años en el cargo renuncia por presiones internas desde el Sindicato de Docentes de la Universidad quienes apuntaban a que las autoridades de la UACh debían bajarse el sueldo para enfrentar la crisis, algo a lo que Richter se negó amanezando con judicializar esta acción, si se insistía con la reducción de los directivos superiores.
Hacia 2024 la crisis institucional aún persiste, lo que ha llevado a determinación de un Plan de Recuperación mandatado por la Subsecretaría de Educación Superior de Chile, la que consiste en despidos masivos de su planta académica y administrativa, cierre de carreras de pregrado y centros de extensión y ventas de predios en Valdivia, lo que llevó a la toma de dependencias de los Campus Miraflores y Teja, paro de actividades por falta de docentes y movilización de estudiantes y del Sindicato de docentes por la Universidad y las calles de la ciudad de Valdivia.
Desde la Federación de Estudiantes de la Universidad Austral de Chile (FEUACh), se establece que la crisis financiera del plantel ha impactado a los alumnos respecto a la calidad de la educación que han recibido en las clases impartidas, por la falta de docentes y la sobrecarga laboral de los mismos.

## Entorno Natural

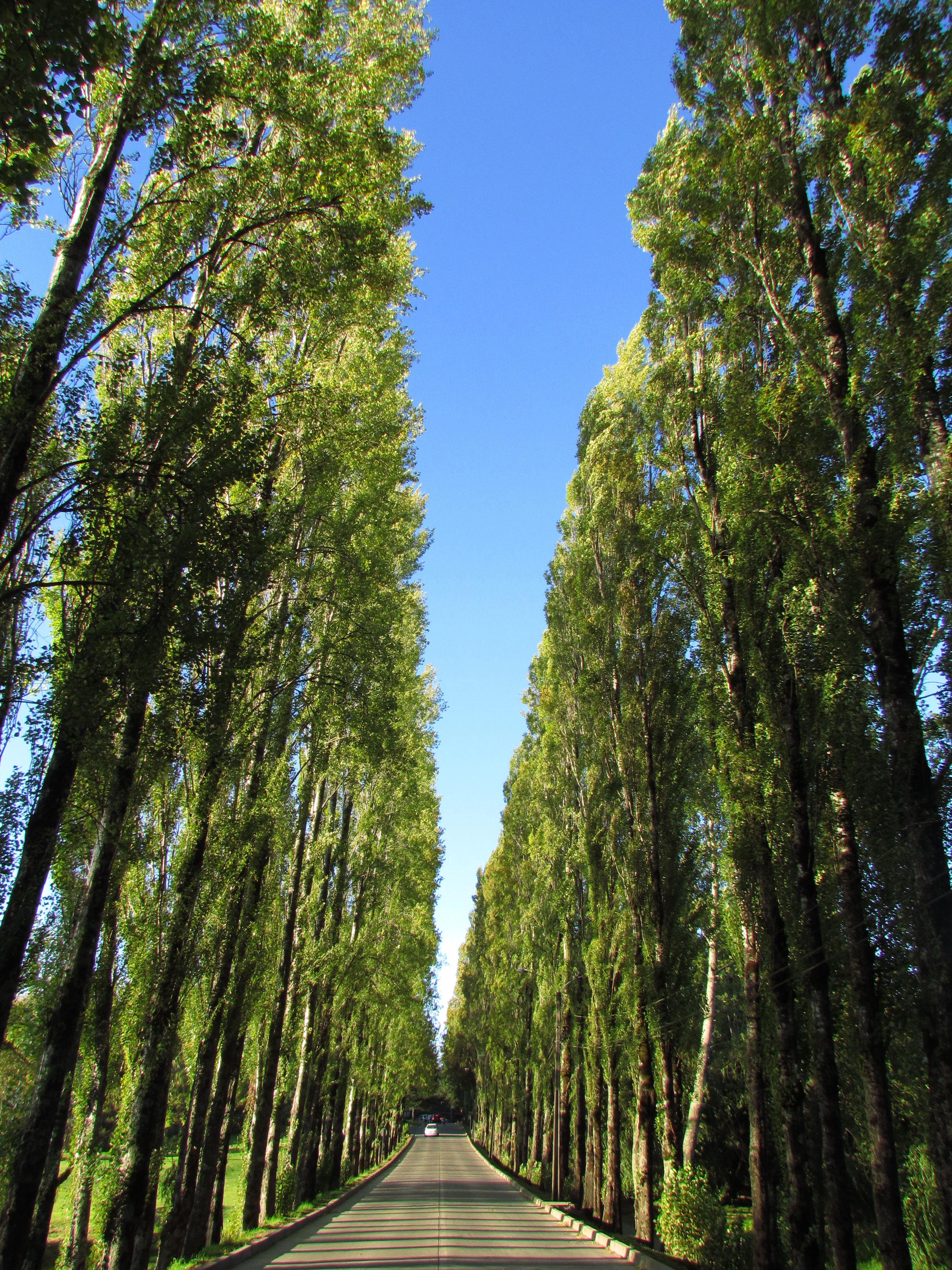
Alameda de entrada al Campus Isla Teja UACh.

### Jardín Botánico UACh
Conocido a nivel nacional y mundial, el Jardín botánico de la Universidad Austral de Chile es uno de los principales atractivos del Campus Isla Teja. Creado en 1955 por el Rector Fundador Eduardo Morales Miranda, este espacio natural cuenta con más de 950 especies y posee varias secciones: jardín de mirtáceas, de proteáceas, comunidades de Chile Central, bosque magallánico, plantas medicinales, coníferas chilenas y bosque valdiviano.

### ArboretumUACh
Además en Isla Teja se encuentra el Arboretum de la Universidad Austral de Chile, de unas 60 hectáreas de extensión que se encuentra en los alrededores del campus, en predios de la universidad llamado "Fundo Teja Norte". 
Este es el único arboreto de Chile que está encuadrado en la lista de los 270 enclaves de este tipo en el mundo, por la organización BGCI.
El Arboretum del Instituto de Silvicultura de la Facultad de Ciencias Forestales; se estableció en el año 1971. Es el mayor en su tipo en el país debido a la gran diversidad de especies vegetales que alberga. Limita fluvialmente con el río Cruces y río Valdivia.

## Administración
La Universidad Austral de Chile posee tres organismos de cuerpos colegiados superiores:    
- Directorio: Es el organismo administrador patrimonial de la corporación. Se encuentra conformado por 8 directores no académicos y 4 directores académicos.
- Consejo Académico: Es el organismo superior en materias académicas. Se encuentra conformado por el Rector, el Prorrector, los Decanos, los Vicerrectores, seis profesores (3 titulares, 2 asociados, 1 auxiliar), dos representantes estudiantiles (1 de pregrado, 1 de posgrado) y el secretario general.
- Consejo Superior Universitario: Es el organismo que vela por el cumplimiento de los objetivos de la corporación y la sanción de políticas y orientaciones generales de la institución. Se encuentra conformado por el Rector, el directorio y el Consejo académico.

Por su parte, los alumnos se encuentran organizados en la Federación de Estudiantes de la Universidad de Austral de Chile (FEUACh).

### Rectoría

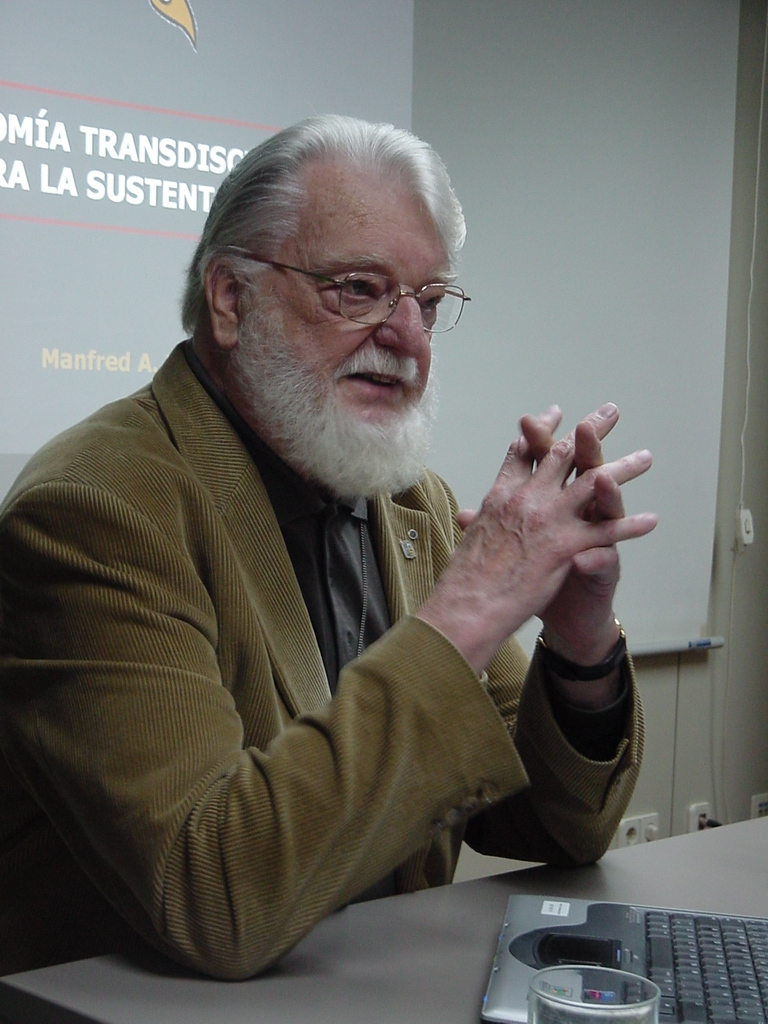
Manfred Max Neef, ganador del Premio Nobel Alternativo de economía y candidato presidencial en 1993, fue el rector de la UACh entre 1994 y 2002.

Según los estatutos de la corporación, el rector es la máxima autoridad unipersonal y la representa legalmente. Dentro de sus competencias se encuentra el administrar la corporación y ser responsable de su gestión general, así como de impulsar su marcha y hacer ejecutar los acuerdos de los cuerpos colegiados.
| Rector                                                | Período                | Notas           |
| ----------------------------------------------------- | ---------------------- | --------------- |
| Eduardo Morales Miranda                               | 1954 - 1960            | Primer período  |
| Eduardo Morales Miranda                               | 1960 - 1961 (renunció) | Segundo período |
| Víctor Kunstmann Hube                                 | 1961 - 1962            | Interino        |
| Félix Juan Eduardo Martínez Bonati                    | 1962 - 1968            | -               |
| William Thayer Arteaga                                | 1968 - 1973            | -               |
| Gustavo Dupuis Pinillos, coronel (r) de ejército      | 1973 - 1976            | Rector delegado |
| Pedro Palacios Cameron, mayor general (r) de ejército | 1976 - 1980            | Rector delegado |
| Jaime Ferrer Fouga, coronel (r) de ejército           | 1980 - 1986            | Rector delegado |
| Juan Jorge Ebert Kroneberg                            | 1986 - 1990            | Rector delegado |
| Norman Erwin Haverbeck Ojeda                          | 1990 - 1994            | -               |
| Manfred Max-Neef                                      | 1994 - 1998            | Primer período  |
| Manfred Max-Neef                                      | 1998 - 2002            | Segundo período |
| Carlos Alberto Amtmann Moyano                         | 2002 - 2006            | -               |
| Víctor Luis Cubillos Godoy                            | 2006 - 2010            | Primer período  |
| Víctor Luis Cubillos Godoy                            | 2010 - 2014            | Segundo período |
| Óscar Galindo Villarroel                              | 2014 - 2018            | Primer período  |
| Óscar Galindo Villarroel                              | 2018 - 2021 (renunció) | Segundo período |
| Óscar Balocchi Leonelli                               | 2021                   | Interino        |
| Hans Richter Becerra                                  | 2021 - 2024 (renunció) | -               |
| José Dörner Fernández                                 | 2024-2025              | Interino        |
| Egon Montecinos Montecinos                            | 2025 - 2029            | -               |

## Organización

Edificio Emilio Pugín, Facultad de Ciencias de la Universidad Austral de Chile; Campus Isla Teja.

### Campus, Facultades y Carreras
Las facultades son las unidades académicas superiores a través de la cual la Universidad realiza sus actividades académicas de: 
- Docencia de Pregrado
- Docencia de Postgrado (Diplomados, Magíster y Doctorado)
- Investigación
- Vinculación con el Medio
- Gestión Institucional

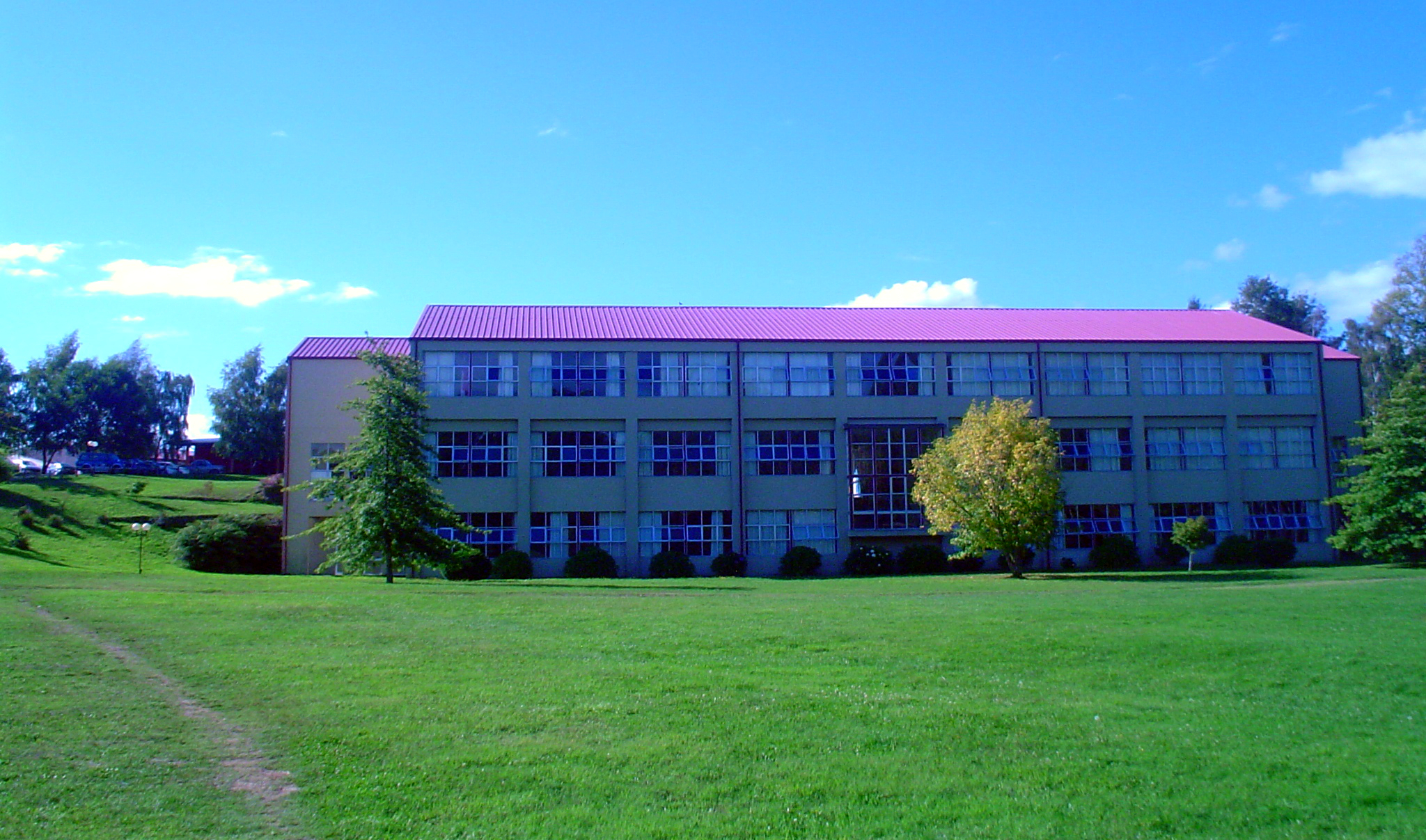
Edificio Nahmias Campus Isla Teja de la Universidad Austral de Chile.

Están organizadas en torno a una misma área de conocimiento o en áreas afines. Son las encargadas de la planificación, docencia, organización y evaluación de las políticas generales que desarrollan los Institutos y Escuelas bajo su dependencia y que deben ser acordes con la política general de la Universidad.

### Campus Isla Teja
En el Campus Isla Teja, se ubican 10 Facultades y direcciones de; 36 Escuelas de Pregrado, 46 Institutos, 34 Programas de Magíster, 12 Programas de Doctorado y 13 Programas de Posdoctorado
Carreras Campus Isla Teja
| Facultad                                             | Escuelas | Pregrado                              | Postgrado                          |
| ---------------------------------------------------- | --- | ------------------------------------- | ---------------------------------- |
| Facultad de Ciencias                                 | Biología Marina | Br., Lic., Biol. Mar.                 | Espec.,(1) Ms.,(2) Dr.(3) PhD. (4) |
| Facultad de Ciencias                                 | Bioquímica | Br., Lic., Bioq.                      | Espec.,(1) Ms.,(2) Dr.(3) PhD. (4) |
| Facultad de Ciencias                                 | Licenciatura en Ciencias con mención en Biología Licenciatura en Ciencias con mención en Física Licenciatura en Ciencias con mención en Química Licenciatura en Ciencias con mención en Matemática | Br., Lic., Biólogo, Químico, Profesor | Espec.,(1) Ms.,(2) Dr.(3) PhD. (4) |
| Facultad de Ciencias                                 | Química y Farmacia | Br., Lic., Quim. F.                   | Espec.,(1) Ms.,(2) Dr.(3) PhD. (4) |
| Facultad de Ciencias                                 | Geografía Ingeniero en Ordenamiento Territorial | Br., Lic., Geog., Ing. Ord. Terr.     | Espec.,(1) Ms.,(2) Dr.(3) PhD. (4) |
| Facultad de Ciencias                                 | Geología | Br., Lic., Geólogo                    | Espec.,(1) Ms.,(2) Dr.(3) PhD. (4) |
| Facultad de Ciencias Agrarias                        | Agronomía | Lic. Agrónomo                         | Espec., Ms., Dr., PhD.             |
| Facultad de Ciencias Agrarias                        | Ingeniería en Alimentos | Lic., Ing. Al.                        | Espec., Ms., Dr., PhD.             |
| Facultad de Ciencias Veterinarias                    | Medicina Veterinaria | Br., Lic., Méd.V.                     | Espec., Ms., Dr., PhD.             |
| Facultad de Ciencias Jurídicas y Sociales            | Derecho | Lic.                                  | Espec., Ms., Dr.                   |
| Facultad de Ciencias Económicas y Administrativas    | Administración de Empresas de Turismo | Br., Lic., Adm. Emp.                  | Espec., Ms.                        |
| Facultad de Ciencias Económicas y Administrativas    | Auditoría | Br., Lic., Auditor                    | Espec., Ms.                        |
| Facultad de Ciencias Económicas y Administrativas    | Ingeniería Comercial | Br., Lic., Ing. Com.                  | Espec., Ms.                        |
| Facultad de Ciencias Económicas y Administrativas    | Administración Pública | Br., Lic., Adm. Pub.                  | Espec., Ms.                        |
| Facultad de Medicina                                 | Enfermería | Lic., Enf.                            | Espec., Ms., Dr., PhD.             |
| Facultad de Medicina                                 | Kinesiología | Br., Lic., Kin.                       | Espec., Ms., Dr., PhD.             |
| Facultad de Medicina                                 | Medicina | Lic., Med.                            | Espec., Ms., Dr., PhD.             |
| Facultad de Medicina                                 | Obstetricia y Puericultura | Lic., Obst.                           | Espec., Ms., Dr., PhD.             |
| Facultad de Medicina                                 | Odontología | Lic., Odont.                          | Espec., Ms., Dr., PhD.             |
| Facultad de Medicina                                 | Psicología | Br., Lic., Psic.                      | Espec., Ms., Dr., PhD.             |
| Facultad de Medicina                                 | Terapia Ocupacional | Lic., Ter. Ocup.                      | Espec., Ms., Dr., PhD.             |
| Facultad de Medicina                                 | Tecnología Médica con mención en Laboratorio Clínico, Hematología y Banco de Sangre Tecnología Médica con mención en Imagenología y Física Médica                                                  | Lic., Tec. Méd.                       | Espec., Ms., Dr., PhD.             |
| Facultad de Filosofía y Humanidades                  | Antropología | Br., Lic., Antr.                      | Ms., Dr.                           |
| Facultad de Filosofía y Humanidades                  | Pedagogía en Comunicación en Lengua Inglesa | Br., Lic., Profesor                   | Ms., Dr.                           |
| Facultad de Filosofía y Humanidades                  | Pedagogía en Educación Física, Deporte, y Recreación | Br., Lic., Profesor                   | Ms., Dr.                           |
| Facultad de Filosofía y Humanidades                  | Pedagogía de Lenguaje y Comunicación | Br., Lic., Profesor                   | Ms., Dr.                           |
| Facultad de Filosofía y Humanidades                  | Pedagogía en Historia y Ciencias Sociales | Br., Lic., Profesor                   | Ms., Dr.                           |
| Facultad de Filosofía y Humanidades                  | Periodismo | Br., Lic., Periodista                 | Ms., Dr.                           |
| Facultad de Ciencias Forestales y Recursos Naturales | Ingeniería Forestal | Br., Lic., Ing. F.                    | Espec., Ms., Dr.                   |
| Facultad de Ciencias Forestales y Recursos Naturales | Ingeniería en Conservación de Recursos Naturales | Br., Lic., Ing. C. Rec. N.            | Espec., Ms., Dr.                   |
| Facultad de arquitectura y Artes                     | Arquitectura | Br., Lic., Arq.                       | Ms., Dr.                           |
| Facultad de arquitectura y Artes                     | Artes Musicales y Sonoras | Br., Lic., Art. Mus. y Son.           | Ms., Dr.                           |
| Facultad de arquitectura y Artes                     | Artes Visuales | Br., Lic.                             | Ms., Dr.                           |
| Facultad de arquitectura y Artes                     | Creación Audiovisual | Br., Lic., Real. Aud.                 | Ms., Dr.                           |
| Facultad de arquitectura y Artes                     | Diseño | Br., Lic., Dis.                       | Ms., Dr.                           |
| Facultad de arquitectura y Artes                     | Interpretación musical con mención en Violín o Viola o Violonchelo o Contrabajo o Piano o Guitarra                                                                                                 | Lic.                                  |                                    |

(1) Esp.=Postítulos (diplomados y especialidades). (2) Ms.=Programas de Magíster. (3) Dr.=Programas de Doctorado. (4)  PhD.=Programa de Posdoctorado

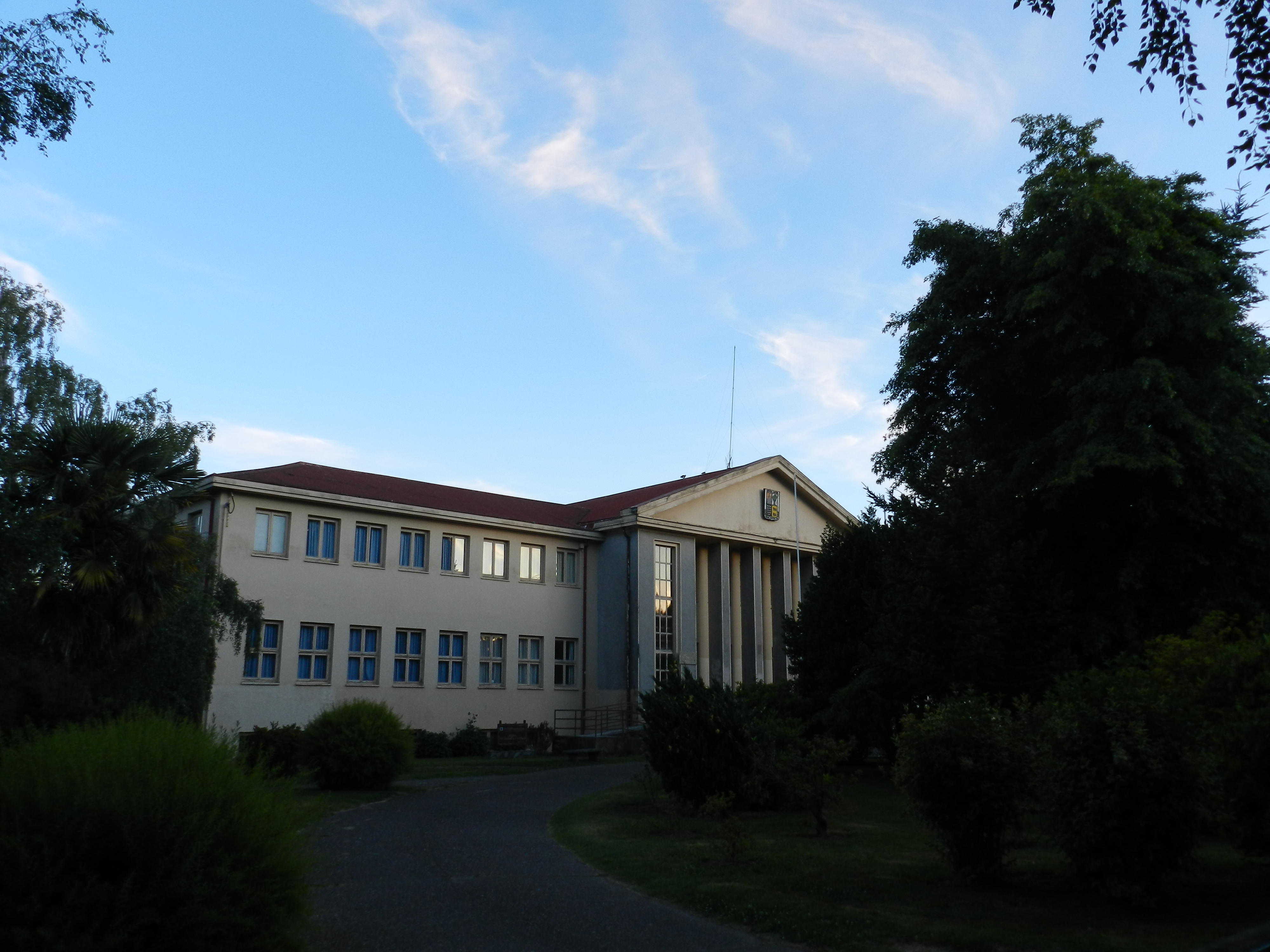
Campus Miraflores UACh

### Campus Miraflores
Una de las curiosidades históricas es la anexión del Instituto Profesional de Valdivia, sucesor directo de la sede provincial de la Universidad Técnica del Estado, a la Universidad Austral, en 1988. La particularidad de este hecho fue el traspaso de los bienes de una entidad de derecho público a otra de derecho privado, caso único en Chile. Los bienes muebles e inmuebles del Instituto Profesional sirvieron de base para le estructuración de la actual Facultad de Ciencias de la Ingeniería. 
De este modo el Campus Miraflores en su totalidad, alberga a todas las escuelas de Ingenierías e Institutos de la Facultad de Ciencias Físicas y Matemáticas.
Igualmente en el interior del Campus se encuentran los estudios centrales de UACh TV y Radio Universidad Austral de Chile.
Carreras Campus Miraflores
| Facultad                                                                                            | Escuelas                          | Pregrado                                                   | Postgrado         |
| --------------------------------------------------------------------------------------------------- | --------------------------------- | ---------------------------------------------------------- | ----------------- |
| Facultad de Ciencias de la Ingeniería (No incluye Arquitectura que se dicta en el campus Isla Teja) | Ingeniería Civil en Informática   | Br., Lic., Ing. C. I.                                      | Espec.,(1) Ms.(2) |
| Facultad de Ciencias de la Ingeniería (No incluye Arquitectura que se dicta en el campus Isla Teja) | Ingeniería Civil Acústica         | Br., Lic., Ing. C. A.                                      | Espec.,(1) Ms.(2) |
| Facultad de Ciencias de la Ingeniería (No incluye Arquitectura que se dicta en el campus Isla Teja) | Ingeniería Civil Electrónica      | Br., Lic., Ing. C. E.                                      | Espec.,(1) Ms.(2) |
| Facultad de Ciencias de la Ingeniería (No incluye Arquitectura que se dicta en el campus Isla Teja) | Ingeniería Civil en Obras Civiles | Br., Lic., Ing. C. O. C.                                   | Espec.,(1) Ms.(2) |
| Facultad de Ciencias de la Ingeniería (No incluye Arquitectura que se dicta en el campus Isla Teja) | Ingeniería Civil Industrial       | Br., Lic., Ing. C. I.                                      | Espec.,(1) Ms.(2) |
| Facultad de Ciencias de la Ingeniería (No incluye Arquitectura que se dicta en el campus Isla Teja) | Ingeniería Civil Mecánica         | Br., Lic., Ing. C. M.                                      | Espec.,(1) Ms.(2) |
| Facultad de Ciencias de la Ingeniería (No incluye Arquitectura que se dicta en el campus Isla Teja) | Ingeniería en Construcción        | Br., Lic., Geog., Ing. en C.                               | Espec.,(1) Ms.(2) |
| Facultad de Ciencias de la Ingeniería (No incluye Arquitectura que se dicta en el campus Isla Teja) | Ingeniería Naval                  | Br., Lic., Ing. N.                                         | Espec.,(1) Ms.(2) |
| Facultad de Ciencias de la Ingeniería (No incluye Arquitectura que se dicta en el campus Isla Teja) | Bachillerato en Cs. Ingeniería    | Br. Nota: Se elige carrera una vez concluido el Bachiller. |                   |

(1) Esp.=diplomados. (2) Ms.=Programas de Magíster.

### Campus Los Canelos

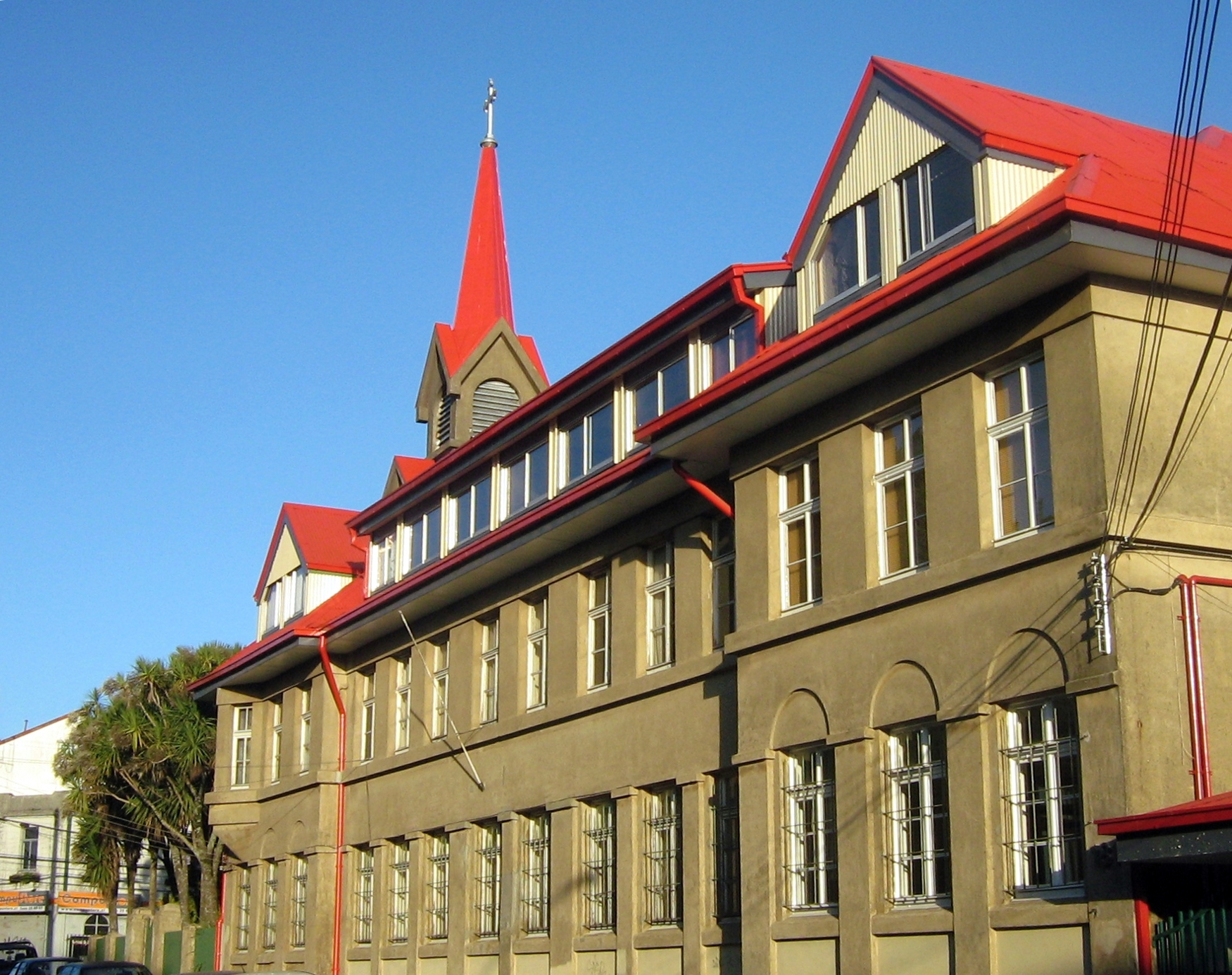
Campus Los Canelos, de la Universidad Austral de Chile, a un costado de la Iglesia de San Francisco de Valdivia y del Torreón Los Canelos.

Se ubica a un costado del Torreón Los Canelos en Calle General Lagos, en el ex convento de la Iglesia San Francisco en pleno barrio patrimonial de Valdivia.
En aquellas dependencias funcionan las siguientes unidades no académicas:
- Direcciones Museológicas, a cargo de los Museos dependientes de la Universidad en Valdivia.
- Dirección de Extensión Universitaria.
- Dirección de Vinculación con el Medio.
- Dirección de Cultura y Patrimonio.

### Campus de la Cultura y Las Artes
Se encuentra ubicado en Isla Teja y concentra la Escuela de Artes de la Facultad de Arquitectura, el Museo de Arte Contemporáneo de Valdivia, Museo Histórico y Antropológico Maurice van de Maele, Museo de la Exploración Rudolph Amandus Philippi y Costanera Cultural.

### Sede Puerto Montt
La Universidad Austral de Chile inició oficialmente sus actividades académicas en Puerto Montt en marzo de 1989, con carreras como: Ingeniería en Ejecución en Pesquería, Contador Auditor, Técnico en Turismo y Técnico en Programación de Computadores, existentes previamente en el Instituto Profesional de Osorno, para permitir que los estudiantes de ese instituto continúen sus estudios.    
Actualmente se emplaza en el sector Pelluco de la ciudad de Puerto Montt, capital de la Región de Los Lagos, en un espacio de siete hectáreas frente al Seno de Reloncaví donde se integran las instalaciones para actividades académicas y de investigación con la naturaleza del entorno.    
Carreras UACh Sede Puerto Montt
La sede cuenta con diecisiete carreras de pregrado en cuatro áreas: Ingeniería, Salud, Pedagogía, Ciencias Sociales y Psicología.
| Sede              | Escuelas | Pregrado                   | Postgrado                        |
| ----------------- | --- | -------------------------- | -------------------------------- |
| Sede Puerto Montt | Administración Pública | Br., Lic., Adm. Pub.       | Dip.,(1) Ms.(3) Dr.(4)           |
| Sede Puerto Montt | Derecho | Br., Lic.                  | Dip.,(1) Ms.(3) Dr.(4)           |
| Sede Puerto Montt | Enfermería | Br., Lic., Enf.            | Dip.,(1) Ms.(3) Dr.(4)           |
| Sede Puerto Montt | Arqueología | Br., Lic., Arq.            | Dip.,(1) Ms.(3) Dr.(4)           |
| Sede Puerto Montt | Fonoaudiología | Br., Lic., Fon.            | Dip.,(1) Ms.(3) Dr.(4)           |
| Sede Puerto Montt | Ingeniería Ambiental | Br., Lic., Ing. A.         | Dip.,(1) Ms.(3) Dr.(4)           |
| Sede Puerto Montt | Ingeniería Civil Industrial | Br., Lic., Ing. C. I.      | Dip.,(1) Ms.(3) Dr.(4)           |
| Sede Puerto Montt | Ingeniería Comercial | Br., Lic., Ing. Com.       | Dip.,(1) Ms.(3) Dr.(4)           |
| Sede Puerto Montt | Ingeniería en Información y Control de Gestión | Br., Lic., Ing. I. y C. G. | Dip.,(1) Ms.(3) Dr.(4)           |
| Sede Puerto Montt | Psicología | Br., Lic., Psic.           | Dip.,(1) Ms.(3) Dr.(4)           |
| Sede Puerto Montt | Trabajo Social | Br., Lic., Trab. Social    | Dip.,(1) Ms.(3) Dr.(4)           |
| Sede Puerto Montt | Tecnología Médica con mención en Oftalmología y Optometría Tecnología Médica con mención en Otorrinolaringología                                            | Br., Lic., Tec. Méd.       | Dip.,(1) Ms.(3) Dr.(4)           |
| Sede Puerto Montt | Terapia Ocupacional | Br., Lic,. Ter. Ocup.      | Dip.,(1) Ms.(3) Dr.(4)           |
| Sede Puerto Montt | Pedagogía en Educación Básica con mención en Lenguaje y Comunicación e Inglés Pedagogía de Educación Básica con mención en Matemáticas y Ciencias Naturales | Br., Lic., Profesor(a)     | Dip.,(1) Post.,(2) Ms.(3) Dr.(4) |
| Sede Puerto Montt | Pedagogía en Educación Diferencial con mención en Audición y Lenguaje Pedagogía en Educación Diferencial con mención en Discapacidad Intelectual            | Br., Lic., Profesor(a)     | Dip.,(1) Post.,(2) Ms.(3) Dr.(4) |
| Sede Puerto Montt | Pedagogía en Matemáticas | Br., Lic., Profesor(a)     | Dip.,(1) Post.,(2) Ms.(3) Dr.(4) |
| Sede Puerto Montt | Pedagogía en Educación Parvularia | Br., Lic., Profesor(a)     | Dip.,(1) Post.,(2) Ms.(3) Dr.(4) |

(1) Dip.=Diplomados. (2) Post.=Postítulos. (2) Ms.=Programas de Magíster. (3) Dr.=Programas de Doctorado.

### Campus Patagonia - Coyhaique
El Campus Patagonia se encuentra emplazado en la capital de la Región de Aysén del General Carlos Ibáñez del Campo, específicamente en Coyhaique Alto y nace bajo la misión de la Universidad Austral de Chile de entregar a los habitantes de la zona sur austral una formación universitaria de gran nivel.cuenta con una planta académica altamente calificada, profesores de apoyo de las Facultades de Ciencias, Ciencias de la Ingeniería, Ciencias Forestales y Recursos Naturales, y Ciencias Económicas y Administrativas. Además, colaboran en la formación del estudiante profesionales de diversos organismos de investigación: Centro de Investigación Trapananda, Centro de Investigaciones de Ecosistemas de la Patagonia (CIEP), Instituto Forestal de Chile (INFOR) e Instituto de Investigaciones Agropecuarias (INIA).
Carreras del Campus Patagonia
| Escuelas | Pregrado               | Notas explicativas |
| --- | ---------------------- | --- |
| Bachillerato en Ciencias de la Ingeniería | Br.                    | Conducente a las carreras Ingeniería Civil Informática, Ingeniería Civil en Obras Civiles, Ingeniería Civil Mecánica, Ingeniería Civil Acústica, Ingeniería Civil Electrónica, Ingeniería en Construcción, Ingeniería Naval, Ingeniería Civil Industrial (Campus Miraflores, sede Valdivia) |
| Bachillerato en Ciencias y Recursos Naturales | Br.                    | Conducente a las carreras Licenciatura en Ciencias mención Biología, Biología Marina, Ingeniería en Conservación de Recursos Naturales, Ingeniería Forestal, Agronomía e Ingeniería en Acuicultura (Campus Teja, sede Valdivia)                                                             |
| Pedagogía en Educación Básica con mención en Lenguaje y Comunicación e Inglés Pedagogía en Educación Básica con mención en Matemáticas y Ciencias Naturales | Br., Lic., Profesor(a) | Posgrado: Dip.,(1) Post.,(2) Ms.,(3) Dr.(4) |

(1) Dip.=Diplomados. (2) Post.=Postítulos. (4) Ms.=Programas de Magíster. (4) Dr.=Programas de Doctorado.
| Continuidad de Estudios                            | Título              | Notas explicativas |
| -------------------------------------------------- | ------------------- | --- |
| Ingeniería en Administración de Empresas           | Ing. Adm. Emp.      | Poseer título de técnico de nivel superior o universitario en administración. Poseer título profesional en áreas afines a la administración.                |
| Administración en Turismo de Naturaleza            | Adm. Tur. Nat.      | Poseer título de técnico de nivel superior o universitario en Turismo de Naturaleza Poseer título profesional en áreas afines a Turismo de Naturaleza.      |
| Ingeniería de Ejecución en Producción Agropecuaria | Ing. (E) Prod. Agr. | Poseer título de técnico de nivel superior o universitario en Producción Agropecuaria Poseer título profesional en áreas afines la Producción Agropecuaria. |

| Carreras Técnicas                                     | Título                  | Continuidad         |
| ----------------------------------------------------- | ----------------------- | ------------------- |
| Técnico Univ. en Salmonicultura                       | Tec. Salm.              |                     |
| Técnico Univ. en Producción Agropecuaria              | Tec. Prod. Agr.         | Ing. (E) Prod. Agr. |
| Técnico Univ. en Mantenimiento Industrial             | Tec. Mant. Ind.         |                     |
| Técnico Univ. en Administración Contable y Financiera | Téc. Adm. Cont. Fin.    | Ing. Adm. Emp.      |
| Técnico Univ. Asistente Ejecutivo y de Gestión        | Téc. Asist. Ejec. Gest. |                     |
| Técnico Univ. en Construcción y Obras Civiles         | Téc. Const. OO.CC.      |                     |
| Técnico Universitario en Turismo de Naturaleza        | Téc. Tur. Nat.          | Adm. Tur. Nat.      |

## Institutos
Son las unidades académicas básicas en que se organiza una Facultad para atender programas de docencia, investigación y extensión de pregrado y posgrado que son propios de la tarea universitaria. 
Por consiguiente, cada Instituto tiene la responsabilidad de concretar las políticas de docencia, investigación y extensión con el objeto de satisfacer los requerimientos de docencia que requieran las escuelas, programas de postgrado y que junto a ello deben desarrollar actividades de investigación y extensión en la disciplina de su especialidad ya sea en forma individual o asociativas con otras unidades académicas.
Nómina(s) de Institutos por Facultad(es), sedes y campus:

### Valdivia (Campus Isla Teja)
Facultad de Arquitectura y Artes
- Instituto de Arquitectura y Urbanismo
- Instituto de Artes Visuales

Facultad de Ciencias
- Instituto de Bioquímica y Microbiología
- Instituto de Ciencias Ambientales y Evolutivas
- Instituto de Ciencias de la Tierra
- Instituto de Ciencias Físicas y Matemáticas
- Instituto de Ciencias Marinas y Limnológicas
- Instituto de Ciencias Químicas
- Instituto de Farmacia

Facultad de Ciencias Agrarias
- Instituto de Producción y Sanidad Vegetal
- Instituto de Ciencia y Tecnología de los Alimentos (ICYTAL)
- Instituto de Economía Agraria
- Instituto de Ingeniería Agraria y Suelos
- Instituto de Producción Animal

Facultad de Ciencias Económicas y Administrativas
- Instituto de Administración
- Instituto de Economía
- Instituto de Estadística
- Instituto de Turismo

Facultad de Ciencias Forestales y Recursos Naturales
- Instituto de Conservación, Biodiversidad y Territorio
- Instituto de Bosques y Sociedad

Facultad de Ciencias Jurídicas y Sociales
- Instituto de Derecho Público
- Instituto de Derecho Privado

Facultad de Ciencias Veterinarias
- Instituto de Ciencia Animal
- Instituto de Ciencias Clínicas Veterinarias
- Instituto de Farmacología y Morfofisiología Veterinaria
- Instituto de Medicina Preventiva Veterinaria
- Instituto de Patología Animal

Facultad de Filosofía y Humanidades
- Instituto de Comunicación Social
- Instituto de Estudios Antropológicos
- Instituto de Historia y Ciencias Sociales
- Instituto de Lingüística y Literatura
- Instituto de Ciencias de la Educación
- Instituto de Filosofía

Facultad de Medicina
- Instituto de Anatomía, Histología y Patología
- Instituto de Enfermería
- Instituto de Fisiología
- Instituto de Inmunología
- Instituto de Microbiología Clínica
- Instituto de Neurociencias Clínicas
- Instituto de Odontoestomatología
- Instituto de Parasitología
- Instituto de Salud Pública
- Instituto de Psicología

### Valdivia (Hospital Clínico Regional Valdivia)
- Instituto de Aparato Locomotor y Rehabilitación
- Instituto de Ciencias Clínicas
- Instituto de Cirugía
- Instituto de Especialidades Médicas
- Instituto de Medicina
- Instituto de Obstetricia y Ginecología
- Instituto de Pediatría
- Instituto de Psiquiatría

### Valdivia (Campus Miraflores)
Facultad de Ciencias de la Ingeniería
- Instituto de Acústica
- Instituto de Ciencias Navales y Marítimas
- Instituto de Ciencias Físicas y Matemáticas
- Instituto de De ingeniería Mecánica
- Instituto de Electricidad y Electrónica
- Instituto de Informática
- Instituto de Estadística
- Instituto de Ingeniería Industrial y Sistemas
- Instituto de Obras Civiles
- Instituto de Centro de Docencia de Ciencias Básicas para Ingeniería
- Instituto de Centro de Idiomas para Ingeniería (CIDI)

### Sede Puerto Montt
- Instituto de Acuicultura
- Instituto de Especialidades Pedagógicas
- Instituto de Gestión e Industria
- Instituto de Psicología
- Instituto de Ciencias Jurídicas

## Postgrado
La Universidad Austral de Chile ofrece en sus diversas facultades programas que incluyen diplomados, magíster y doctorados en diversas áreas, que están bajo la administración de la Vicerrectoría Académica, Dirección de Estudios de Postgrado y las Escuelas de Graduados de las diferentes facultades.

## Hogares Universitarios UACh
La Universidad Austral de Chile posee en Valdivia, su Red de Hogares Estudiantiles, que albergan a 423 estudiantes provenientes de distintos puntos del país, y que gracias a este beneficio pueden cumplir el sueño de convertirse en profesionales. La red de hogares es administrada por la Fundación de Beneficencia Víctor Manuel Leiva Mella en estrecha vinculación de la Dirección de Asuntos Estudiantiles, a través de la Oficina de Coordinación de Hogares y apoyo del Departamento de Bienestar Estudiantil. 
La Fundación de Beneficencia Víctor Manuel Leiva Mella tiene por misión apoyar a la red de Hogares Estudiantiles de la Universidad Austral de Chile, que cuenta actualmente con 7 Residencias universitarias en Valdivia: 
- Hogar Huachocopihue (Femenino y Masculino)
- Hogar Licarayén (Femenino)
- Hogar Leiva Mella (Masculino)
- Miraflores (Masculino)
- Hogar Aysén (Femenino)
- Hogar Elena y David.

Son aceptados los y las estudiantes con rendimiento académico satisfactorio y situación socioeconómica compatibles con las exigencias de los hogares (Quintil I o II). Los cupos son limitados y llenados a través de una solicitud y una evaluación socioeconómica realizada por la Asistente Social responsable del hogar, la que también realiza una evaluación del rendimiento académico y de la adaptabilidad de los residentes, para la mantención del beneficio.

## Coro Universitario
Este conjunto vocal fue creado en 1955 por el director del ya desaparecido "Coro Polifónico Valdivia", profesor Donald Little González (1914-1997), constituyéndose en la primera agrupación coral nacida junto a una institución de educación superior en Chile.  
En la década de los años '60, y hasta 1973, asumiría la batuta del Coro Universitario el maestro Franklin Thon Núñez (1934-2002). Desde 1974 en adelante, se erigió como director el profesor Víctor Hugo Muñoz Sepúlveda, quien ha orientado el trabajo coral a expandir su ámbito de acción al extranjero. Dentro de su nutrido programa de actividades, destaca el ciclo sinfónico-coral "La Juventud con Mozart", cuyo estreno se realiza anualmente en el marco de la conmemoración del natalicio del gran compositor austríaco.  

### Himno de la Universidad Austral de Chile
La letra del himno de esta casa de estudios fue compuesta por el abogado español Eleazar Huerta Valcárcel y la música, por Siegfried Erber Wanzek. Su adaptación coral a cuatro voces (soprano, contralto, tenor y bajo) estuvo a cargo de Ernesto Guarda Carrasco, profesor normalista y de estado en educación musical.
Letra
Porque se logre nuestro ideal
de un Chile grande y dichoso
la Juventud de esta tierra austral
da su esfuerzo generoso.
Lo mismo que el Sol, la Universidad
irradia luz que es Verdad y Amor.
Bendito el fruto de nuestro afán
si el saber no seca el corazón.

## Centros y Unidades
Valdivia
- Centro de Salud Universitario
- Centro de Investigación de Enfermedades del Sistema Nervioso (CISNe)
- Centro de Humedales Río Cruces (CEHUM).
- Centro de Investigación en Ciencia y Tecnología (CIEN Austral)
- Centro de Investigación en Ciencia y Tecnología Animal
- Centro de Biología Molecular y Proteómica Austral OMICs
- Centro de Biotecnología Médica UACh
- Centro Experimental Forestal de Valdivia
- Centro de Investigación en Ecosistemas de la Patagonia
- Centro Panamericano para el Liderazgo en Ciencias UACh-Virginia Tech
- Centro Experimental de Predios Agrícolas
- Centro de Laboratorio Costero de Biología Marina Calfuco
- Centro Tecnológico de la Leche (CTL UACh)
- Centro de Investigación Dinámica de Ecosistemas Marinos de Altas Latitudes (IDEAL UACh)
- Estación Experimental Quempillén
- Estación Experimental Bosque San Martín
- Estación Meteorológica UACh - Campus Miraflores
- Estación Meteorológica UACh - Costa Valdiviana
- Centro de Inseminación Artificial Bovina (CIAB)
- Centro Regional de Análisis Ambiental (CERAM)
- Centro de Ecología Aplicada y Sustentabilidad - Fundo San Martín (CEAS)
- Centro de Salud Externo Facultad de Medicina
- Centro Nacional de Capacitación y Entrenamiento en Reproducción y Manejo Animal (CENEREMA)
- Centro de Estudios Ambientales (CEAM)
- Organismo de Certificación e Investigación de la Vivienda Austral (CIVA)
- Laboratorio Limnológico Panguipulli
- Laboratorio Leufulab UACh
- Laboratorio de Hidrodinámica Naval (Canal de Prueba Marcos Carlos Hitzler Sörensen)
- Laboratorio de Virología Molecular Humana y Hanta Virus (Instituto de Inmunología)
- Laboratorio de Infectología General e Infectología por Hanta Virus (Hospital Clínico Regional Valdivia)
- Laboratorio de Histocompatibilidad y Trasplante (Hospital Clínico Regional Valdivia)
- Laboratorio de Proteómica y Secuenciación Genética Viral UACh
- Instituto de Ciencia y Tecnología de los Alimentos (ICYTAL)
- Centro de Atención Psicológica (CAPSI)
- Centro de Educación Inclusiva (CEI)
- Centro de Salud Mulato Gil de Castro
- Centro de Extensión Museológica UACh
- Centro de Estudios Económicos Regionales y Administrativos de la Facultad de Ciencias Económicas y Administrativas (FACEA UACh)
- Centro de Salud Familiar Externo Valdivia (Campo Clínico Facultad de Medicina)
- Centro de Dirección Museológica UACh
- Centro de Idiomas (CIDI)
- Centro de Rehabilitación Psicosocial UACh (CRPs)
- Centro de Rehabilitación de Fauna Silvestre (CEREFAS)
- Centro de Rehabilitación Kinésica y del Aparato Locomotor UACh
- Centro de Capacitación Austral
- Centro de Extensión Cultural UACh
- Centro de Estudios Regionales
- Clínicas Odontológicas UACh
- Austral Incuba
- Hospital Clínico Veterinario Universidad Austral de Chile - Fundo Teja Norte (Facultad de Ciencias Clínicas Veterinarias)
- Fundo de Prácticas Clínicas Veterinarias Santa Rosa
- Unidad de Microscopía Electrónica Avanzada (UME)
- Estación Experimental Agropecuaria Austral (EEAA)
- Estación Meteorológica Valdivia - Campus Miraflores (Facultad Ciencias de la Ingeniería)
- Preuniversitario Universidad Austral de Chile (PREUACh)

Osorno
- Campo Clínico Osorno (Escuela de Medicina)

Frutillar
- Centro Cultural Alemán de Frutillar

Puerto Montt
- Centro de Análisis de Recursos Ambientales
- Centro de Ciencias Básicas
- Centro de Salud La Colina
- Centro de Atención Psicológica
- Centro Clínico y Comunitario UACh

Coyhaique
- Centro de la Patagonia y de la Trapananda

## Extensión y Vinculación con el Medio Local

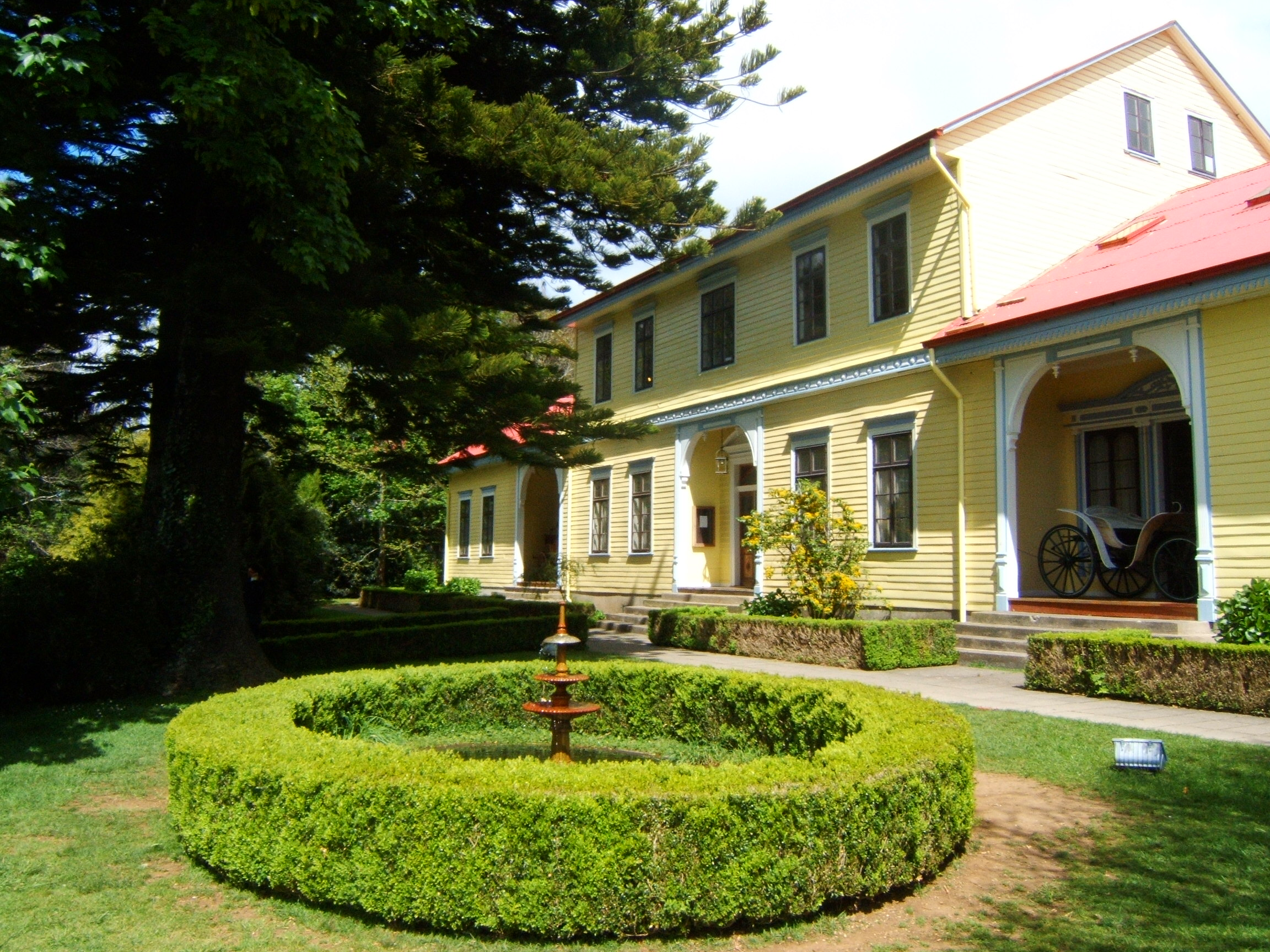
Museo Histórico y Antropológico Maurice van de Maele, conformado por la Casa de Carlos Anwandter, Monumento Nacional de Chile.

### Museos
- Museo de Arte Contemporáneo de Valdivia
- Museo San Luis de Alba de Cruces
- Museo Histórico y Antropológico Maurice van de Maele
- Museo R. A. Philippi de la Exploración
- Museo Colonial Alemán de Frutillar
- Museo de Sitio Castillo San Pedro de Alcántara de Mancera

Los cuatro últimos, junto a los laboratorios de Conservación, Arqueología y Antropología Audiovisual forman parte de la Dirección Museológica de la Universidad Austral de Chile.

### Medios de comunicación

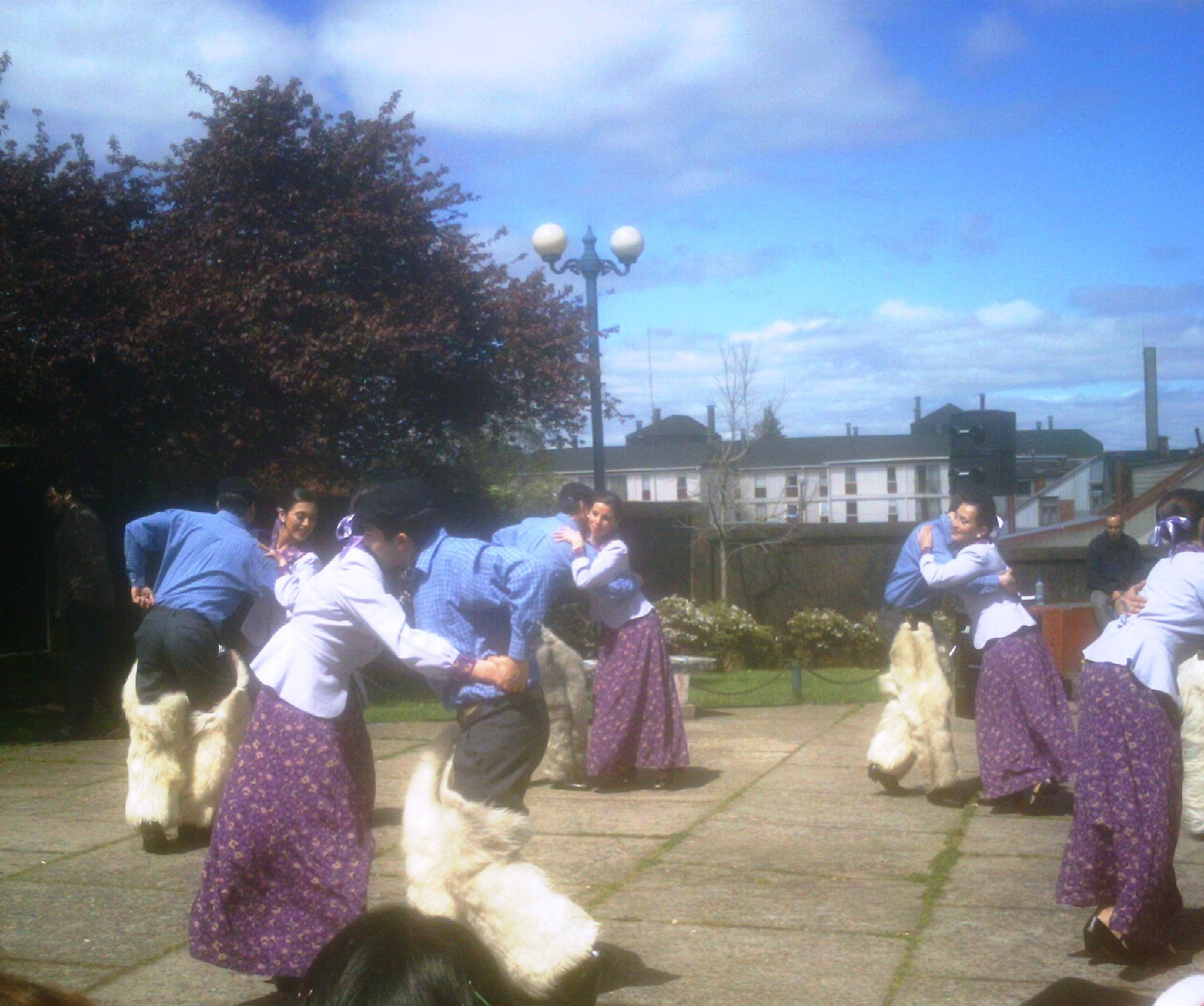
Integrantes del Ballet Folklórico BAFUACh bailando chamamé.

- Radio Universidad Austral de Chile
- TV Austral UACh (en línea)
- UACh TV HD (Telsur) (*)
- UACh TV SD (Telsur) (*)
- Ediciones Universidad Austral de Chile

Nota: (*) Sólo para Valdivia.

### Extensión artística

#### Valdivia
- Conservatorio de Música de la Universidad Austral de Chile
- Ballet Folklórico BAFUACh
- Cine Club de la Universidad Austral de Chile
- Coro Universitario UACh
- Grupo de Guitarra Clásica Arpegios Australes
- Orquesta de Cámara de Valdivia (OCV)

#### Sede Puerto Montt
- Coro Sede Puerto Montt
- Conjunto Folklórico Sede Puerto Montt